# Parigi-Bruxelles 1974
La Parigi-Bruxelles 1974, cinquantaquattresima edizione della corsa, si svolse il 25 settembre 1974 su un percorso di 287 km, con partenza da Senlis e arrivo ad Alsemberg. Fu vinta dal belga Marc Demeyer della Carpenter-Confortluxe-Flandria davanti ai suoi connazionali Roger De Vlaeminck e Roger Rosiers.

## Ordine d'arrivo (Top 10)
| Pos. | Corridore          | Squadra                        | Tempo    |
| ---- | ------------------ | ------------------------------ | -------- |
| 1    | Marc Demeyer       | Carpenter-Confortluxe-Flandria | 6h47'00" |
| 2    | Roger De Vlaeminck | Brooklyn                       | a 6"     |
| 3    | Roger Rosiers      | Molteni                        | a 15"    |
| 4    | André Dierickx     | Merlin Plage-Shimano-Flandria  | s.t.     |
| 5    | Willy Teirlinck    | Sonolor-Gitane                 | s.t.     |
| 6    | Frans Verbeeck     | Watney-Maes Pils               | s.t.     |
| 7    | Felice Gimondi     | Bianchi-Campagnolo             | s.t.     |
| 8    | Eric Leman         | MIC-Ludo-De Gribaldy           | s.t.     |
| 9    | Gerben Karstens    | Bic                            | s.t.     |
| 10   | Francesco Moser    | Filotex                        | s.t.     |